# Shahrestān di Damavand
Lo shahrestān di Damavand (farsi شهرستان دماوند) è uno dei 16 shahrestān della provincia di Teheran, il capoluogo è Damavand. Ha un'unica circoscrizione, quella Centrale; altri centri importanti sono Rudehen e Absard. Nei dintorni della cittadina di Kilan vi sono resti del cenozoico.